# منتخب تشيكوسلوفاكيا لهوكي الحقل للرجال
منتخب تشيكوسلوفاكيا لهوكي الحقل للرجال هو ممثل تشيكوسلوفاكيا الرسمي في المنافسات الدولية في هوكي الحقل
.